# フレッド・アトキンス
フレッド・アトキンス（"Kiwi" Fred Atkins、本名：Fred Atkinson、1910年 - 1988年5月14日）は、ニュージーランド・ウエストポート出身のプロレスラー。

## 来歴
1940年代はオーストラリアで活躍し、オーストラリア・ヘビー級王座を通算3回獲得。1947年より北米地域に移動し、フランク・タニーが主宰していたカナダ・トロント地区のメープル・リーフ・レスリングを主戦場に活動、ホイッパー・ビリー・ワトソンやジョニー・バレンタインとタイトルを争った。
1952年12月10日には、この年アメリカ初遠征の力道山とシングルで対戦し引き分ける。レオ・ノメリーニやタム・ライスと共に、同年に力道山が200戦以上行った試合の中で勝てなかった3人のうちの1人であった。

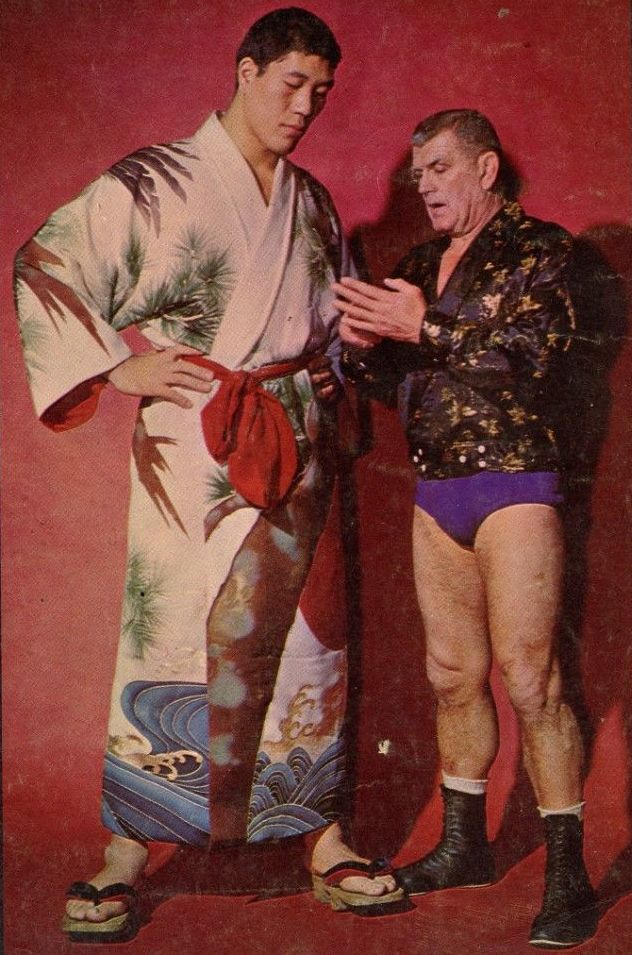
海外プロレス雑誌の表紙に載ったジャイアント馬場とアトキンス（1964年）

1963年3月に初来日し、日本プロレスの第5回ワールドリーグ戦と世界選手権シリーズに参戦、5月6日の札幌大会ではキラー・コワルスキーと組んで力道山&豊登のアジア・タッグ王座に挑戦している。1968年1月には国際プロレスのオープニング・ワールド・シリーズにレフェリーとして来日した。
日本ではプロレスラーとしての経歴より、ジャイアント馬場のアメリカ修行時代のコーチとして知られており、馬場以外にもアート・トーマス、タイガー・ジェット・シン、アドリアン・アドニスなどのレスラーを育てている。1966年には、弟子のシンとのコンビでワトソン&ブルドッグ・ブラワーからトロント版のインターナショナル・タッグ王座を奪取した。
60歳を過ぎてもレスリングを続け、1971年夏に行った試合を最後に現役を退いた。引退後はレフェリーを務めていたほか、NHLのバッファロー・セイバーズやトロント・メープルリーフスのトレーナーとしても活動していた。晩年は、トロントで余生を過ごした。
1988年5月14日、心不全で死去。78歳没。

## 得意技
- フェイスロック[2]

## 獲得タイトル
- オーストラリア・ヘビー級王座
- 英連邦ヘビー級王座（トロント版）
- インターナショナル・タッグ王座（トロント版）
- NWA世界タッグ王座（サンフランシスコ版）
- NWAサウザンヘビー級王座（フロリダ版）
- カナディアン・オープン・タッグ王座
- パシフィック・コースト・タッグ王座（サンフランシスコ版）